# Испания (памятник)
Памятник Испании открыт в 1936 году в Пуэрто-Мадеро (район Буэнос-Айреса). Поставлен как дань уважения аргентинской нации к Испании, как символ духовного единения двух народов.
Скульптура, построенная под руководством аргентинского архитектора Артуро Дреско, состоит из красного гранита. Барельеф состоит из 29 фигур, представлены все знаменитые испанцы, кто был связан с историей Аргентины, начиная с испанского завоевания и колонизации территории страны.

## Расположение
Расположенный на проспекте Испания, 2400 (как раз перед поворотом на северо-восток), на площади Саламанка, на пересечении с улицей Alférez de Navío Francisco Pareja, в районе Пуэрто-Мадеро и квартале Paseo de la Costanera Sur.

## История
Это самая известная работа аргентинского скульптора Артуро Дреско (1875—1961).
Памятник был подарен городу правительством страны и художником по заказу Comisión del Centenario в 1910 году. Он был открыт только 13 октября 1936 года тогдашним мэром города Мариано де Ведой и Митре.
Памятник возводился, как дань уважения испанской нации, которая стала основой современного народа Аргентины.
Во время своего визита в Аргентину в 1990-х годах, королевы Испании Софии, было решено, что памятник Испании будет перенесен на проспект 9 июля на её пересечении с Avenida de Mayo, где в настоящее время расположен памятник Дон Кихоту, однако работы по перемещению памятника пока не проводились.

## Описание
Автор монумента описал это время как «Часть истории, в которую вошли открытия и завоевания сделанные испанцами, колонизацию Южной Америки и создание вице-королевства».
Он состоит из большого красного гранита, в центре которого выгравирована фраза: Плодородие, Цивилизация, Вечность.
- Положитесь на фундаменте расположены 29 знаменитых испанцев, связанные с открытием и завоеванием Америки.
  - В центре внизу: Христофор Колумб на коленях перед королевой Изабеллой.
  - в верхней части памятника: две скульптуры представляют собой, соответственно, стоящий молодой человек, (Аргентина) и сидящая зрелая женщина (Испания).
- По бокам:
  - Хуан Диас де Солис (расположен на северо-востоке).
  - Фернан Магеллан (расположен на юго-западе).
- На стороне, обращенной на северо-запад:
  - Северо-Восточное крыло: Альвар Нуньес Кабеса де Вака, Доминго Мартинес де Ирала, Херонимо Луис де Кабрера, Хуан Себастьян Элькано и сидит епископ Барко Сентенера.
  - Юго-западное крыло: Себастьян Кабот, Бартоломе де Лас Касас (у его ног сидящий индеец), Хуан де Гарай и Педро де Мендоса.
- На стороне, обращенной к юго-востоку:
  - Хуан Хосе Сальседо и Педро де Севальос, Франсиско Солано и Фернандо Ариас де Сааведра. Также сидящий индеец.
  - Священник Фернандес, Феликс де Азара, Хоакин дель Пино Росас, Педро Кервино, Бальтасар Идальго де Сиснерос и скульптура аборигена.

Памятник состоит из бронзы, создан по инициативе испанской патриотической ассоциации Asociación Patriótica Española. На монументе были записаны имена испанцев кто сопровождал Христофора Колумба в экспедиции и в открытии Нового Света.